# San Juan de Higuerones
San Juan de Higuerones es un caserío peruano ubicado en el distrito de Sóndor, perteneciente a la provincia de Huancabamba del departamento de Piura, al norte del Perú. 

## Ubicación
San Juan de Higuerones se ubica al este de la provincia de Huancabamba, en el distrito de Sóndor, en el departamento de Piura.

## Demografía
En 2017 San Juan de Higuerones tenía una población de 128 habitantes.
| Gráfica de evolución demográfica de San Juan de Higuerones entre 1993 y 2017 |
|                                                                              |
| Fuentes: Población 1993 y 2017                                               |